# Skoki do wody na Letnich Igrzyskach Olimpijskich 1920 – skoki proste i złożone z wieży mężczyzn
Skoki proste i złożone z wieży mężczyzn były jedną z konkurencji w skokach do wody na Letnich Igrzyskach Olimpijskich 1920. Zawody odbyły się w dniach 28-29 sierpnia. W zawodach uczestniczyło 15 zawodników z 6 państw.

## Wyniki

### Runda 1
Trzech zawodników z najmniejszą liczbą punktów z każdej grupy awansowało do finału.
Grupa 1
| Miejsce | Zawodnik          | Punkty | Wynik  |
| ------- | ----------------- | ------ | ------ |
| 1       | Yngve Johnson     | 7      | 445,80 |
| 2       | Clarence Pinkston | 10     | 443,00 |
| 3       | Louis Balbach     | 17     | 409,15 |
| 4       | Gunnar Ekstrand   | 20     | 402,80 |
| 5       | Paul Køhler       | 23     | 387,40 |
| 6       | Richard Flint     | 28     | 351,35 |

Grupa 2
| Miejsce | Zawodnik         | Punkty | Wynik  |
| ------- | ---------------- | ------ | ------ |
| 1       | Erik Adlerz      | 9      | 468,50 |
| 2       | Gustaf Blomgren  | 11     | 468,10 |
| 3       | Harry Prieste    | 17     | 441,80 |
| 4       | Lauri Kyöstilä   | 21     | 441,80 |
| 5       | Svend Sørensen   | 21     | 414,80 |
| 6       | Clyde Swendsen   | 26     | 414,80 |
| 7       | Kalle Kainuvaara | 35     | 356,80 |
| 8       | Sigvard Andersen | 40     | 264,70 |

### Finał
| Miejsce | Zawodnik          | Punkty | Wynik  |
| ------- | ----------------- | ------ | ------ |
| 1       | Clarence Pinkston | 7      | 503,30 |
| 2       | Erik Adlerz       | 10     | 495,40 |
| 3       | Harry Prieste     | 16     | 468,65 |
| 4       | Gustaf Blomgren   | 23     | 453,80 |
| 5       | Yngve Johnson     | 27     | 424,00 |
| 6       | Louis Balbach     | 28     | 424,00 |
| 7       | Adolfo Wellisch   | 29     | 423,80 |